# Pere Gratacòs
Pere Gratacòs Boix (Besalú, 14 februari 1958) is een voormalig Spaans profvoetballer en voetbalcoach.
Als voetballer speelde Gratacós voor Barcelona Atlètic, CA Osasuna, Real Valladolid en UE Figueres. Hij begon in 1996 als trainer bij Roses. Vervolgens was Gratacós werkzaam bij Girona FC (1998-2000), UE Figueres (2001-2003) en FC Barcelona B (2003-2005). In 2005 volgde hij Àngel Alonso op als bondscoach van het Catalaans elftal.